# Pond sterling
Het pond sterling (ook: Britse pond, of kortweg pond) is de munteenheid van het Verenigd Koninkrijk. De officiële ISO-code is GBP en het valutateken is '£'. In dat symbool is de letter L te herkennen, de eerste letter van de Latijnse uitdrukking libra Pondo, Libra is een weegschaal, Pondo is een bepaalde hoeveelheid (toen ca. 0.329 kg). De afkorting lb is hiervan overgebleven voor de aanduiding van een 'pond in gewicht' en £ voor de munt. Het pond wordt verdeeld in 100 pence, enkelvoud penny. Het symbool voor de penny is 'p'.

## Oorsprong
Als valuta is het pond afgeleid van de gewichtseenheid troy pound. De sterling werd in 1158 door Hendrik II van Engeland geïntroduceerd. Het woord komt van het Oudfranse woord esterlin en betekent 'sterk' of 'standvastig'. (Sommige bronnen beweren dat het woord afkomstig is van pound oesterling: een munt uit Oostenrijk/Duitsland.) Het was de naam van een zilveren penny van 1/240 pond. De waarde van de penny van toen is naar koopkracht vergelijkbaar met die van één pond nu.

### Sterling Zilver
Sterling Zilver is een legering van 92,5% en 7,5% andere metalen, veelal Koper. Puur zilver (99,9%) is relatief zacht. Door de toevoeging van koper werd het materiaal harder, wat het beter geschikt maakt om bijvoorbeeld munten van te slaan.
Als munt van een van de machtigste (handels)landen ter wereld, het Britse Rijk, heeft het pond sterling gedurende de achttiende en negentiende eeuw als sleutelvaluta in de wereld gegolden, tot aan grofweg het einde van de Eerste Wereldoorlog. De Amerikaanse dollar heeft sinds circa het einde van de Tweede Wereldoorlog deze positie overgenomen; sinds 1999 concurreert de euro met de dollar om deze positie.

## Koppelingen
Het pond sterling was vanaf 1844 volledig gekoppeld aan de goudprijs. Tijdens de Eerste Wereldoorlog werd de goudstandaard niet gehandhaafd en trad inflatie op. De goudstandaard werd in 1925 op de vooroorlogse wisselkoers hersteld. De goudstandaard werd echter opnieuw verlaten in 1931 bij de Grote Depressie.
Vanaf 1944 werden de vaste wisselkoersen van het systeem van Bretton Woods gebruikt, hierbij werd de koers vastgesteld op US$ 4,03 voor een pond. Dit bleek enkele jaren later onhoudbaar, het pond was te duur en dit leidde tot grote tekorten op de betalingsbalans. Op 18 september 1949 devalueerde het pond naar US$ 2,80. Op 18 november 1967 volgde een tweede devaluatie naar US$ 2,40, hierbij speelde de Zesdaagse Oorlog een rol. Door het afsluiten van het Suezkanaal stegen de grondstoffenprijzen sterk en besloot de regering van Harold Wilson tot deze stap. In januari 1976 werden de afspraken van de Bretton Woods formeel gestaakt, waardoor flexibele wisselkoersen de norm werd. Het pond kwam onder druk te staan en de regering deed een beroep op het Internationaal Monetair Fonds. Het kreeg een lening van US$ 3,9 miljard om het pond te ondersteunen, maar onder de voorwaarde dat het begrotingstekort fors naar beneden moest.
Vaste wisselkoersen hadden hun waarde bewezen en diverse Europese landen besloten het Europees Monetair Stelsel (EMS) op te zetten. Het EMS startte in 1979 en had tot doel de wisselkoersfluctuaties binnen Europa te beperken. Het pond sterling deed aanvankelijk niet mee, maar trad toch toe in oktober 1990. De wisselkoers waarmee het pond toetrad, werd eenzijdig, zonder overleg met de partners binnen het EMS, door de Britse regering vastgesteld. Het pond mocht onder de regels niet meer dan 3% naar boven of beneden afwijken van de spilkoers waarmee het pond was ingestapt in het EMS. Minister van Financiën John Major was voor toetreding, maar premier Margaret Thatcher was geen voorstander. Zij wilde wel stabiliteit maar niet ten koste van de vrijheid om zelf de rentevoet in het land te bepalen. In september 1992 verliet het pond de EMS onder druk van speculanten, zoals George Soros, die massaal Britse ponden verkochten. Deze dag staat bekend als Zwarte Woensdag en was een traumatische ervaring voor de Britse regering van premier John Major en leidde tot een afkeer van de euro.
In het Verdrag van Maastricht (1992) werden zogenoemde opt-out-clausules opgenomen. Dit begrip staat voor een uitzonderingsregeling, waardoor een lidstaat van de Europese Unie niet verplicht is zich aan een bepaalde Europese afspraak te houden. Een van de uitzonderingen was dat het Verenigd Koninkrijk zou deelnemen aan de Economische en Monetaire Unie (EMU), maar het recht kreeg zelfstandig te besluiten de euro niet in te voeren. Hiervan is gebruik gemaakt en het pond is niet vervangen door de euro. Bij het Schotse onafhankelijkheidsreferendum in september 2014 was het behoud van het Britse pond voor een onafhankelijk Schotland een groot twistpunt.
Op 26 september 2022 was de Britse munt binnen enkele dagen tijd ruim 5% in waarde gedaald. De waarde van de munt kwam nu overeen met 1,03 Amerikaanse dollar, de laagste stand die het pond ooit had gehad ten opzichte van de Amerikaanse munt. Deze plotselinge en sterke waardedaling werd toegeschreven aan de door minister van Financiën Kwarteng aangekondigde belastingverlaging van 45 miljard. Deze belastingverlaging had tot doel de Britse economie – die zwaar te lijden had onder de gestegen voedsel- en energieprijzen – uit het slop te trekken, maar leidde tot veel wantrouwen onder investeerders.

## Overzeese gebieden
Het Britse pond kent verschillende verschijningsvormen. In de Britse kroongebieden en een aantal van de Britse overzeese gebieden wordt een eigen munteenheid gebruikt die gekoppeld is aan het pond sterling. Deze munteenheden, met eigen munten en biljetten, hebben dezelfde waarde en een vaste wisselkoers. Voorbeelden hiervan zijn het Guernseypond, het Sint-Heleens pond en het Gibraltarees pond. Deze gebieden zijn zelf verantwoordelijk om een stabiele wisselkoers te houden. Tegelijk is in deze gebieden ook het pond sterling wettig betaalmiddel waardoor de facto sprake is van een muntunie. Enkele commerciële banken in Schotland en Noord-Ierland hebben het recht om eigen bankbiljetten uit te geven die in deze gebieden ook als wettig betaalmiddel gelden.

## Onderverdeling pond tot 1971

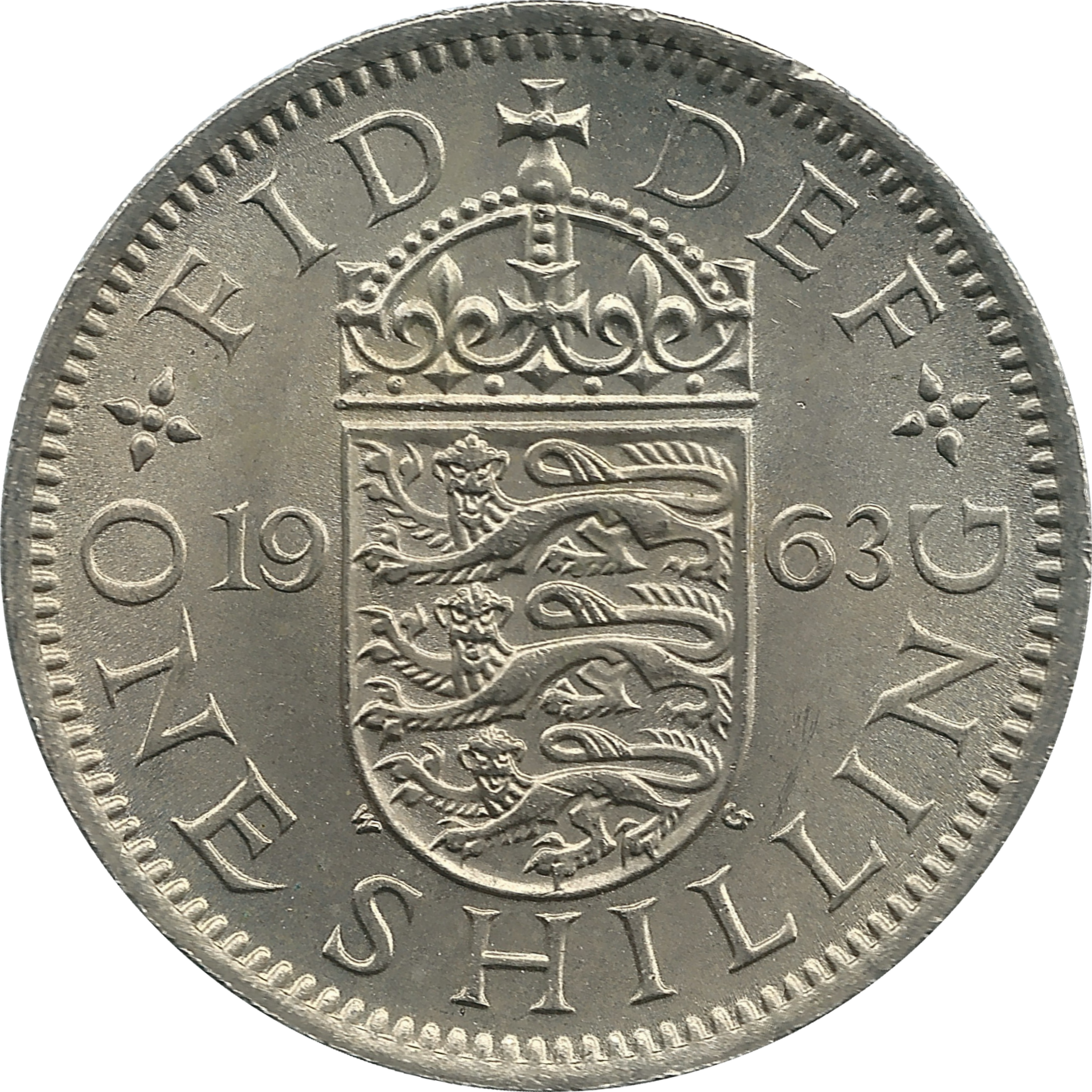
Een shilling uit 1963.

Tot de overgang naar het decimale stelsel in 1971 was het pond onderverdeeld in 20 shillings en een shilling in 12 pence. Prijzen werden weergegeven als L/s/d (librae, solidi, denarii: zoveel pond, zoveel shilling en zoveel pence), wat het omrekenen voor toeristen zeer ingewikkeld maakte. Een bedrag onder een pond, bijvoorbeeld 3/6, werd uitgesproken als three and six.
De 's' van shilling stond in principe niet voor het woord zelf, maar voor het Latijnse solidus. Het symbool voor de penny was tot de overgang een 'd', van het Latijnse denarius.
Naast het pond, de shilling en de penny, bestonden er in het LSD-systeem nog andere munten, die geen rekeneenheid waren, maar wel waren ingeburgerd.
- De farthing: van het Oudengelse feorthding hetgeen vierde betekent. Het was een kwart van een penny en er gingen dus 960 farthing in een pond. De laatste farthing werd in 1956 geslagen.
- De halfpenny, uitspraak haypny. Hiervan gingen er 480 in een pond.
- De threepence. Hiervan gingen er 80 in een pond. Na de overgang naar het decimale stelsel bleef deze munt nog even in omloop, mits men er twee van had. De waarde van zo'n tweetal was dan gelijk aan een sixpence, dus 2½ p.
- De groat: was vier pence waard. Hiervan gingen er 60 in een pond. Deze munten werden voornamelijk ter gelegenheid van jubilea of kroningen geslagen en waren niet voor de circulatie bedoeld.
- De sixpence: was 6 pence waard, oftewel een halve Britse shilling. Hiervan gingen er 40 in een pond. De sixpence ging uit roulatie in 1980.
- De florin: halverwege de negentiende eeuw voor het eerst geslagen als eerste aanzet tot decimalisering van het pond. Hiervan gingen er 10 in een pond, oftewel 2 shilling. Florin betekent hetzelfde als florijn, een andere naam voor de gulden. Het toeval wilde dat een florin lange tijd ook ongeveer evenveel waard was als een Nederlandse gulden.
- De half crown: 2,5 shilling of 2/6, dus iets meer dan een florin. Hiervan gingen er 8 in een pond. Het opschrift van deze munt was inderdaad 'half crown', wat buitenlanders vaak voor een raadsel stelde. De munt was tot 1971 in omloop.
- De crown: de kroon was 5 shilling waard, hiervan gingen er 4 in een pond. De kroon werd in de twintigste eeuw voor jubileumuitgaven gereserveerd.
- De guinea: een guinea, gienje in het Nederlands, is 21 shilling waard, in decimaal geld £ 1,05. Deze munt was ingevoerd als gouden munt met een waarde van 1 pond (20 shilling) in 1663. Door fluctuaties in de goudprijs varieerde de waarde tussen de 20 en 30 shilling tot deze bij koninklijk besluit in 1717 permanent werd vastgelegd op 21 shilling. Deze eenheid wordt soms nog door bookmakers gebruikt; men betaalt dan in gienjes en er wordt uitgekeerd in ponden, zodat het lijkt alsof men een gunstigere uitbetaling krijgt. Ook worden jockeys vaak nog in gienjes uitbetaald.

## Decimaal stelsel vanaf 1971
In 1971 werd het decimale stelsel ingevoerd. Vanaf dat moment was een pond verdeeld in 100 new pence. Hiervoor werd het symbool 'p' gekozen, zodat er geen verwarring was met de oude penny waarvan het symbool 'd' was. In de volksmond werd al gauw pee gezegd.
Vanaf 1968 verschenen er decimale munten, zoals de opmerkelijke zevenhoekige munt van 50p (aanvankelijke waarde: 10 shilling) en munten van 10p en 5p die alleen door het opschrift te onderscheiden waren van 2s en 1s en ook dezelfde waarde hadden. Deze nieuwe munten werden aangeduid met de waarde, bijvoorbeeld als five penny piece. Het woord shilling verdween uit het spraakgebruik. Dit was anders in Nederland, waar stuiver (ooit een rekeneenheid) in gebruik bleef als naam van een munt.
Bij de overgang naar het decimale stelsel werden er kleinere munten in omloop gebracht: 2p, 1p en ½p. De laatste hield het slechts enkele jaren uit. De oude munten van 1d gingen uit roulatie. Daarna werd ook de sixpence uit roulatie genomen. Hetzelfde gold voor de half crown.
Na de decimalisering werd enige jaren de term new penny gebruikt. Tot 1982 stond deze term in de vorm 'new pence' ook op de munten vermeld. Tot 1984 was ook de halve new penny nog in circulatie, maar die waarde, £ 0,005, was door de inflatie spoedig achterhaald. Halfpenny werd uitgesproken als haypny, heejpni. Na 1990 werden er kleinere munten van 50p, 10p en 5p in roulatie gebracht en in 1994 werden de oudere munten met dezelfde waarde uit omloop genomen, ook als het opschrift decimaal was. In 1997 werd een tweekleurige £2-munt ingevoerd.
In omloop zijn nu munten van 1p, 2p, 5p, 10p, 20p, 50p, £1 en £2. 
In 2008 kregen de circulatiemunten van 1p, 2p, 5p, 10p, 20p, 50p en £1 een nieuw design, met als ontwerp (een deel van) het koninklijke wapenschild. 
Op 15 oktober 2017 werd de £1-munt vervangen door een twaalfzijdig nieuw model, na schattingen door de Royal Mint dat ongeveer 3% van de munten die op dat moment in omloop waren vals was.
In oktober 2023 werden nieuwe circulatiemunten met de beeltenis van koning Charles III voorgesteld, met afbeeldingen van Britse fauna en flora (1 penny: hazelmuis, 2 pence: eekhoorn, 5 pence: eikenblad, 10 pence: auerhoen, 20 pence: papegaaiduiker, 50 pence: Atlantische zalm, 1 pond: bijen, 2 pond: de nationale bloemen van Schotland, Engeland, Wales en Noord-Ierland). . 
| Waarde   | Diameter (mm) | Geïntroduceerd |
| -------- | ------------- | -------------- |
| 1 penny  | 20,32         | 1971           |
| 2 pence  | 25,9          | 1971           |
| 5 pence  | 18            | 1990           |
| 10 pence | 24,5          | 1992           |
| 20 pence | 21,4          | 1982           |
| 50 pence | 27,3          | 1997           |
| 1 pond   | 23,43         | 2017           |
| 2 pond   | 28,4          | 1997           |

## Bankbiljetten
De biljetten bestaan uit een serie van £5, £10, £20 en £50. Op de voorkant staat het gezicht van het Brits staatshoofd afgebeeld, Koningin Elizabeth II en op de achterkant een historisch persoon. Van 1994 tot 2014 stond de uit een Waalse emigrantenfamilie afkomstige John Houblon, de eerste governor van de Bank of England, op het 50 pondbiljet. De Bank of England heeft op 20 december 2022 nieuwe bankbiljetten onthuld, in hetzelfde ontwerp maar met de nieuwe monarch, Charles III. Ze zullen naar verwachting medio 2024 in omloop komen. 
In 2016 werden biljetten van 5 pond geïntroduceerd die gedeeltelijk uit plastic bestaan, zogenaamde polymeerbiljetten, die minder slijten en moeilijker te vervalsen zijn. In de daaropvolgende jaren werden ook de overige biljetten vervangen door biljetten met plastic als grondstof. In 2016 werd een nieuw polymeerbiljet van £5 met op de achterkant Winston Churchill in omloop gebracht. Een publiekscampagne geïnitieerd door Caroline Criado Perez om in ieder geval 1 biljet met de beeltenis van een vrouw te krijgen leidde ertoe dat in 2017 een biljet van £10 de beeltenis kreeg van Jane Austen. In 2020 een £20-biljet met William Turner en in 2021 een biljet van £50 met Alan Turing. In de loop van 2022 zullen de oude papieren bankbiljetten in circulatie verdwijnen.